# Kwas borowy
Kwas borowy (łac. acidum boricum), H
3BO
3, pot. kwas borny – nieorganiczny związek chemiczny, słaby kwas występujący w przyrodzie jako minerał sassolin. Sole i estry kwasu borowego to borany.
Kwas borowy został po raz pierwszy otrzymany z boraksu przez Wilhelma Homberga (1652–1715), stąd znany był później jako sal sedativum Hombergi („sól uspokajająca Homberga”). Obecność kwasu borowego lub jego soli stwierdzono w soli morskiej i roślinach (szczególnie w owocach).

## Właściwości chemiczne i fizyczne
Kwas borowy można otrzymać w reakcji gorącego roztworu boraksu z mocnymi kwasami; po ochłodzeniu wytrąca się z roztworu. Jest nietrwały termicznie, w temperaturze powyżej 100 °C oddaje część wody i przechodzi w kwas metaborowy:
H
3BO
3 ⇌ HBO
2 + H
2O
Stosunkowo słabo rozpuszcza się w wodzie (w temperaturze 20 °C stężenie maksymalne wynosi 4,7%). Rozpuszczalność rośnie wraz z temperaturą, do 27,5% w 100 °C. W roztworach wodnych ulega dysocjacji, będąc równocześnie akceptorem jonów wodorotlenowych:
B(OH)
3 + 2H
2O ⇌ B(OH)−
4 + H
3O+

Jest bardzo słabym kwasem (pKa = 9,23 w 25 °C). Odczyn jego roztworów zmienia się znacząco ze stężeniem, od pH = 6,1 dla c = 0,1% do 3,7 dla roztworu nasyconego, tj. 4,7% (20 °C). Jest to wynikiem powstawania tri- i tetramerów przy większych stężeniach (jony H
4B
3O−
7 i H
4B
4O−
9).
Rozpuszcza się w polarnych rozpuszczalnikach organicznych, takich jak alkohole, pirydyna i dioksan. Podobnie jak inne związki boru, barwi płomień na kolor zielony.
Jest substancją umiarkowanie toksyczną.

## Zastosowania
Kwas borowy jest stosowany m.in. jako składnik nawozów, środek do impregnacji drewna, składnik do produkcji szkła borowego i farb, a także w garbarstwie. Jest wykorzystywany również jako konserwant (E284).
Kwas borowy jest związkiem dostępnym, niedrogim i stosunkowo mało toksycznym, przez co znalazł zastosowanie jako „zielony” katalizator szeregu reakcji chemicznych (patrz: zielona chemia).
Np. w obecności 10% mol kwasu borowego aminy w roztworach wodnych ulegają addycji do aktywnych związków nienasyconych (reakcja aza-Michaela) z wydajnościami 70 – 95%:
Z kolei acetylooctan etylu w obecności 10%mol kwasu borowego ulega wydajnej transestryfikacji z szeregiem alkoholi o zróżnicowanych strukturach, np. z alkoholem benzylowym:
Opisano także zastosowanie kwasu borowego jako katalizatora w reakcjach kwasów karboksylowych z aminami i alkoholami z utworzeniem odpowiednio amidów:
i estrów:
Przypuszcza się, że pierwszym etapem reakcji jest utworzenie przez kwas borowy i kwas organiczny mieszanego bezwodnika, który następnie działa jako czynnik acylujący:

### Zastosowania medyczne
Rozcieńczony roztwór kwasu borowego jest środkiem dezynfekującym. W laboratoriach jest stosowany jako środek neutralizujący do przemywania skóry po oblaniu ługami. Środek złuszczający i ściągający. W mieszaninie z talkiem jest składnikiem zasypki do stóp zwalczającej przykry zapach i nadmierne pocenie (nazwa handlowa Antypot). Jest również składnikiem farmakopealnej maści bornej oraz oficynalnej maści do nosa Boromenthol.
Kwas borny stosunkowo łatwo wchłania się z uszkodzonego naskórka lub błony śluzowej, podczas gdy wydalanie z organizmu jest bardzo wolne. Skutkiem tego jest gromadzenie się preparatu w wątrobie oraz układzie nerwowym. Długotrwałe stosowanie kwasu borowego może prowadzić także do uszkodzenia nerek.